# Lannea ambacensis
Lannea ambacensis là một loài thực vật có hoa trong họ Đào lộn hột. Loài này được (Hiern) Engl. mô tả khoa học đầu tiên năm 1898.